# Roden (Roden)
Roden ist der Hauptort der gleichnamigen Gemeinde im Landkreis Main-Spessart in Bayern. Er hat 549 Einwohner.

## Geographie
Roden liegt an der Staatsstraße 2438 zwischen Marktheidenfeld und Karlstadt. Nachbarorte sind Ansbach, Urspringen, Karbach, Zimmern, Neustadt und Erlach am Main.

## Religion
Roden ist in religiöser Hinsicht katholisch geprägt. Die Kuratie St. Cyriakus (Pfarreiengemeinschaft Maria – Patronin von Franken, Urspringen) gehört zum Dekanat Lohr. Die Protestanten des Ortes gehören zu der Evangelisch-Lutherischen Kirchengemeinde Billingshausen im Evangelisch-Lutherischen Dekanat Würzburg.

## Sehenswürdigkeiten
- Kirche St. Cyriakus von 1710 mit einem Turm aus der Zeit von Julius Echter (Tabernakel 16. Jh.).
- Bedeutende Kreuzigungsgruppe aus Sandstein aus der ehemaligen Benediktinerabtei in Neustadt am Main (1586) auf dem Friedhof von Roden.[4]